# 48-ма паралель північної широти
48-ма паралель північної широти — лінія широти, що лежить на 48 градусів північніше земної екваторіальної площини. Вона проходить через Європу, Азію, Тихий океан, Північну Америку та Атлантичний океан.
В Канаді через 48-му паралель північної широти проходить частина кордону між провінціями Квебек та Нью-Брансвік
На цій широті під час літнього сонцестояння сонце видно 16 годин 3 хвилини, а під час зимового сонцестояння — 8 годин 22 хвилини.

## Список географічних об'єктів, що перетинає 48° пн. ш
Починаючи з Гринвіцького меридіану та рухаючись на схід, 48-ма паралель північної широти проходить через:
| Координати                                                   | Країна, територія або море | Примітки |
| ------------------------------------------------------------ | -------------------------- | --- |
| 48°0′ пн. ш. 0°0′ сх. д. / 48.000° пн. ш. 0.000° сх. д.      | Франція                    | |
| 48°0′ пн. ш. 7°36′ сх. д. / 48.000° пн. ш. 7.600° сх. д.     | Німеччина                  | Баден-Вюртемберг — проходить через Фрайбург-ім-Брайсгау Баварія —проходить через озеро Аммерзе та південніше Мюнхена |
| 48°0′ пн. ш. 12°52′ сх. д. / 48.000° пн. ш. 12.867° сх. д.   | Австрія                    | |
| 48°0′ пн. ш. 17°9′ сх. д. / 48.000° пн. ш. 17.150° сх. д.    | Угорщина                   | Приблизно на 8 км |
| 48°0′ пн. ш. 17°16′ сх. д. / 48.000° пн. ш. 17.267° сх. д.   | Словаччина                 | |
| 48°0′ пн. ш. 18°49′ сх. д. / 48.000° пн. ш. 18.817° сх. д.   | Угорщина                   | |
| 48°0′ пн. ш. 22°51′ сх. д. / 48.000° пн. ш. 22.850° сх. д.   | Україна                    | Берегівський район — приблизно на 6 км |
| 48°0′ пн. ш. 22°56′ сх. д. / 48.000° пн. ш. 22.933° сх. д.   | Румунія                    | Приблизно на 4 км |
| 48°0′ пн. ш. 23°0′ сх. д. / 48.000° пн. ш. 23.000° сх. д.    | Україна                    | Берегівський район — приблизно на 4 км |
| 48°0′ пн. ш. 23°3′ сх. д. / 48.000° пн. ш. 23.050° сх. д.    | Румунія                    | |
| 48°0′ пн. ш. 23°24′ сх. д. / 48.000° пн. ш. 23.400° сх. д.   | Україна                    | Закарпатська область — проходить південніше Рахова Івано-Франківська область Чернівецька область |
| 48°0′ пн. ш. 26°11′ сх. д. / 48.000° пн. ш. 26.183° сх. д.   | Румунія                    | |
| 48°0′ пн. ш. 27°8′ сх. д. / 48.000° пн. ш. 27.133° сх. д.    | Молдова                    | Проходить через Придністров'я |
| 48°0′ пн. ш. 28°54′ сх. д. / 48.000° пн. ш. 28.900° сх. д.   | Україна                    | Одеська область — проходит північніше Балти Миколаївська область — проходить північніше Південноукраїнська Кіровоградська область Миколаївська область — приблизно на 8 км Кіровоградська область — приблизно на 2 км Дніпропетровська область — проходить через Кривий Ріг Запорізька область — проходить північніше Запоріжжя Донецька область — проходить через Донецьк Луганська область — проходить південніше Довжанська |
| 48°0′ пн. ш. 39°48′ сх. д. / 48.000° пн. ш. 39.800° сх. д.   | Росія                      | Ростовська область Волгоградська область Калмикія Астраханська область |
| 48°0′ пн. ш. 47°1′ сх. д. / 48.000° пн. ш. 47.017° сх. д.    | Казахстан                  | |
| 48°0′ пн. ш. 85°34′ сх. д. / 48.000° пн. ш. 85.567° сх. д.   | КНР                        | Сіньцзян |
| 48°0′ пн. ш. 89°2′ сх. д. / 48.000° пн. ш. 89.033° сх. д.    | Монголія                   | |
| 48°0′ пн. ш. 89°17′ сх. д. / 48.000° пн. ш. 89.283° сх. д.   | КНР                        | Сіньцзян |
| 48°0′ пн. ш. 89°35′ сх. д. / 48.000° пн. ш. 89.583° сх. д.   | Монголія                   | Проходить північніше Улан-Батора |
| 48°0′ пн. ш. 115°30′ сх. д. / 48.000° пн. ш. 115.500° сх. д. | КНР                        | Внутрішня Монголія |
| 48°0′ пн. ш. 117°47′ сх. д. / 48.000° пн. ш. 117.783° сх. д. | Монголія                   | |
| 48°0′ пн. ш. 118°28′ сх. д. / 48.000° пн. ш. 118.467° сх. д. | КНР                        | Внутрішня Монголія Хейлунцзян |
| 48°0′ пн. ш. 130°44′ сх. д. / 48.000° пн. ш. 130.733° сх. д. | Росія                      | Єврейська автономна область |
| 48°0′ пн. ш. 132°52′ сх. д. / 48.000° пн. ш. 132.867° сх. д. | КНР                        | Хейлунцзян |
| 48°0′ пн. ш. 134°33′ сх. д. / 48.000° пн. ш. 134.550° сх. д. | Росія                      | Хабаровський край Приморський край Хабаровський край |
| 48°0′ пн. ш. 139°33′ сх. д. / 48.000° пн. ш. 139.550° сх. д. | Татарська протока          | |
| 48°0′ пн. ш. 142°12′ сх. д. / 48.000° пн. ш. 142.200° сх. д. | Росія                      | Проходить через острів Сахалін |
| 48°0′ пн. ш. 142°32′ сх. д. / 48.000° пн. ш. 142.533° сх. д. | Охотське море              | Проходить між островами Расшуа[en] та Ушишир, Курильські острови, Росія |
| 48°0′ пн. ш. 153°10′ сх. д. / 48.000° пн. ш. 153.167° сх. д. | Тихий океан                | |
| 48°0′ пн. ш. 124°41′ зх. д. / 48.000° пн. ш. 124.683° зх. д. | США                        | Вашингтон — проходить через півострів Олімпік, острів Відбі[en] та Еверетт на материку Айдахо Монтана Північна Дакота — проходить південніше озера Девілс-Лейк[en] та північніше Гранд-Форкса Міннесота — проходить через Червоне озеро[en] |
| 48°0′ пн. ш. 89°56′ зх. д. / 48.000° пн. ш. 89.933° зх. д.   | Канада                     | Онтаріо — приблизно на 7 км |
| 48°0′ пн. ш. 89°50′ зх. д. / 48.000° пн. ш. 89.833° зх. д.   | США                        | Міннесота — проходить через парк Гранд-Портедж[en] |
| 48°0′ пн. ш. 89°35′ зх. д. / 48.000° пн. ш. 89.583° зх. д.   | Канада                     | Онтаріо — приблизно на 2 км |
| 48°0′ пн. ш. 89°34′ зх. д. / 48.000° пн. ш. 89.567° зх. д.   | Озеро Верхнє               | |
| 48°0′ пн. ш. 88°59′ зх. д. / 48.000° пн. ш. 88.983° зх. д.   | США                        | Проходить через острів Айл-Роял[en] Мічиган |
| 48°0′ пн. ш. 88°41′ зх. д. / 48.000° пн. ш. 88.683° зх. д.   | Озеро Верхнє               | |
| 48°0′ пн. ш. 85°54′ зх. д. / 48.000° пн. ш. 85.900° зх. д.   | Канада                     | Онтаріо Квебек |
| 48°0′ пн. ш. 69°47′ зх. д. / 48.000° пн. ш. 69.783° зх. д.   | Річка Святого Лаврентія    | |
| 48°0′ пн. ш. 69°30′ зх. д. / 48.000° пн. ш. 69.500° зх. д.   | Канада                     | Квебек — проходить через острів Нотр-Дам-де-Сент-Дулер[en] і материк Становить кордон між Квебеком та Нью-Брансвіком Квебек Нью-Брансвік — проходить через Кемпбеллтон |
| 48°0′ пн. ш. 66°19′ зх. д. / 48.000° пн. ш. 66.317° зх. д.   | Затока Шальор              | Проходить південніше півострова Гаспе, Квебек, Канада |
| 48°0′ пн. ш. 64°33′ зх. д. / 48.000° пн. ш. 64.550° зх. д.   | Канада                     | Проходить через острів Міску[en] Нью-Брансвік |
| 48°0′ пн. ш. 64°29′ зх. д. / 48.000° пн. ш. 64.483° зх. д.   | Затока Святого Лаврентія   | |
| 48°0′ пн. ш. 59°17′ зх. д. / 48.000° пн. ш. 59.283° зх. д.   | Канада                     | Проходить через острів Ньюфаундленд Ньюфаундленд і Лабрадор |
| 48°0′ пн. ш. 53°39′ зх. д. / 48.000° пн. ш. 53.650° зх. д.   | Затока Трініті[en]         | |
| 48°0′ пн. ш. 53°19′ зх. д. / 48.000° пн. ш. 53.317° зх. д.   | Канада                     | Проходить через півострів Бей-де-Верде[en] на острові Ньюфаундленд Ньюфаундленд і Лабрадор |
| 48°0′ пн. ш. 52°59′ зх. д. / 48.000° пн. ш. 52.983° зх. д.   | Атлантичний океан          | |
| 48°0′ пн. ш. 4°30′ зх. д. / 48.000° пн. ш. 4.500° зх. д.     | Франція                    | |